# Calle Larraín Alcalde
La Calle Larraín Alcalde, más conocida como Avenida Balmaceda Poniente, es una arteria vial de la comuna de La Serena, Chile, que transcurre de norte a sur desde el sector del centro hasta el sector de la Pampa Sur (Tierras Blancas). Su nombre proviene del capitán Luis Larraín Alcalde, abogado santiaguino y oficial del regimiento "Coquimbo" en la Guerra del Pacífico, destacado por su valor en combate, participando junto a su unidad en las batallas de Dolores, Tacna, Chorrillos y Miraflores, herido de gravedad en esta última acción, siendo el Tercer Jefe del "Coquimbo".

## Historia
La calle fue construida en el siglo XVIII, llamado Callejón del Centro.
En el año 1745, fue construido uno de los hitos representativos de la calle, el Hospital San Juan de Dios de La Serena.
Entre los años 1950, se construyó la calle, bautizándola Calle Larraín Alcalde.
- Datos: Q22442645